# Matías Sangüesa Guimerà
Matías Sangüesa i Guimerà (Morella, 1885 - Castelló de la Plana, 1937) fou un polític i tractant de ramat porquí i de tèxtils valencià que va exercir d'alcalde de Morella des del 1931 a 1934 i durant 1936, així com també President de la Diputació de Castelló durant el mateix 1936. Políticament, Sangüesa va militar a Izquierda Republicana i de la seua antecessora durant la dictadura de Primo de Rivera.
Matías Sangüesa i Guimerà va nàixer el 1885 al barri de Sòl de Vila, de Morella, fill de José Sangüesa i Carme Guimerà. Este polític republicà, amb les arrels familiars a Castellfort i a Morella, era tractant de ramat porquí, fet que el fa viatjar per tot l'Aragó, especialment a la part d'Alcanyís. Es va casar amb n'Encarnació Rallo, amb qui va tenir set fills, dels que en sobreviurien quatre: Ramiro, Marcos i les bessones Carme i Joaquina. També es dedicarà al tèxtil, mitjançant el treball a domicili de moltes dones que es dedicaven a fer toquilles i xals de llana, que comercialitza per tota la vall de l'Ebre, especialment a l'Aragó i Navarra.
L'any 1931, Sangüesa va ser nomenat alcalde republicà de Morella. Com a alcalde, dues de les seues grans prioritats foren la construcció de carreteres i camins veïnals, posant especial èmfasi en la carretera de Castelló de la Plana a Saragossa. Altre punt central del seu mandat fou la construcció d'escoles al municipi, com les que s'inauguraren a els Llivis, a l'Hostal Nou i al Convent de Sant Francesc de Morella. Degut als fets d'octubre de 1934, va ser suspès del seu càrrec d'alcalde pel govern lerrouxista-cedista. Amb la victòria el 1936 del Front Popular, Sangüesa va ser restablit al càrrec, tot i que un mes després, al març de 1936 va ser nomenat President de la Diputació de Castelló en substitució d'en Carlos Selma Roig. Una vegada dissolt el 1937 la Diputació i establert el Consell Provincial presidit per l'aleshores governador civil, Sangüesa va obtenir la cartera de conseller d'obres públiques.
El desembre de 1937, després d'una operació de càncer de gola, Matías Sangüesa mor al postoperatori a l'Hospital Provincial de Castelló. Segons les cròniques, el seu cadàver fou vetllat a les oficines d’Izquierda Republicana a Castelló de la Plana i a Morella, on el van dur sobre els muscles una comitiva de morellans i autoritats com el governador civil, que l'acompanyaren en el soterrament. El 8 de gener de 1938, l'ajuntament de Morella va decidir reanomenar el carrer Blasco d'Alagó (via principal del centre urbà) amb el nom de Matías Sangüesa Guimerà, tot i que el canvi només durà tres mesos, ja que les tropes nacionals van entrar eixe any a Morella restablint el nom tradicional del carrer.